# Brassavola cucullata
Brassavola cucullata là một loài lan. Đây là loài đặc trưng trong chi Brassavola, và loài duy nhất của B. sect. Brassavola.

## Hình ảnh

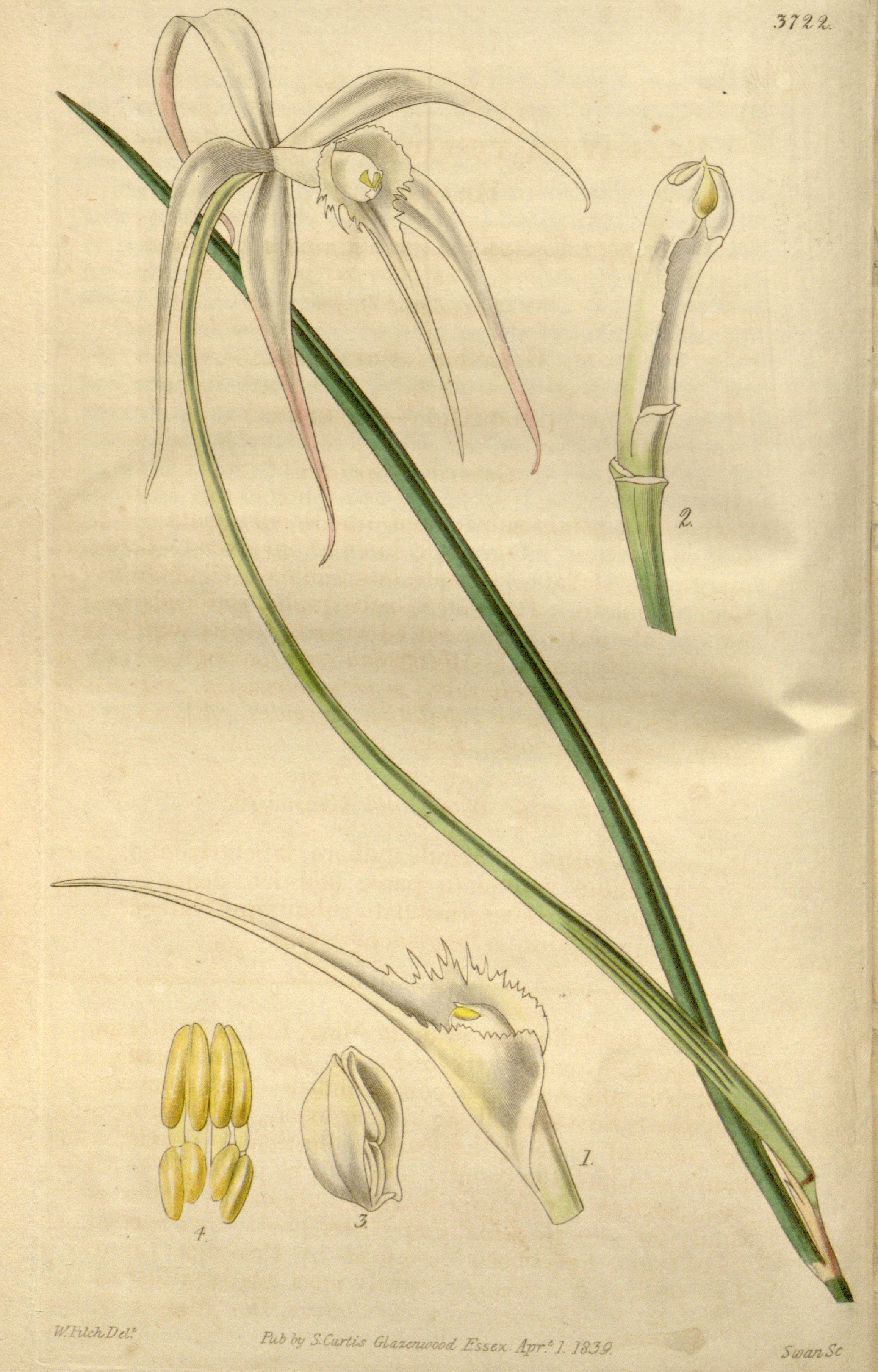
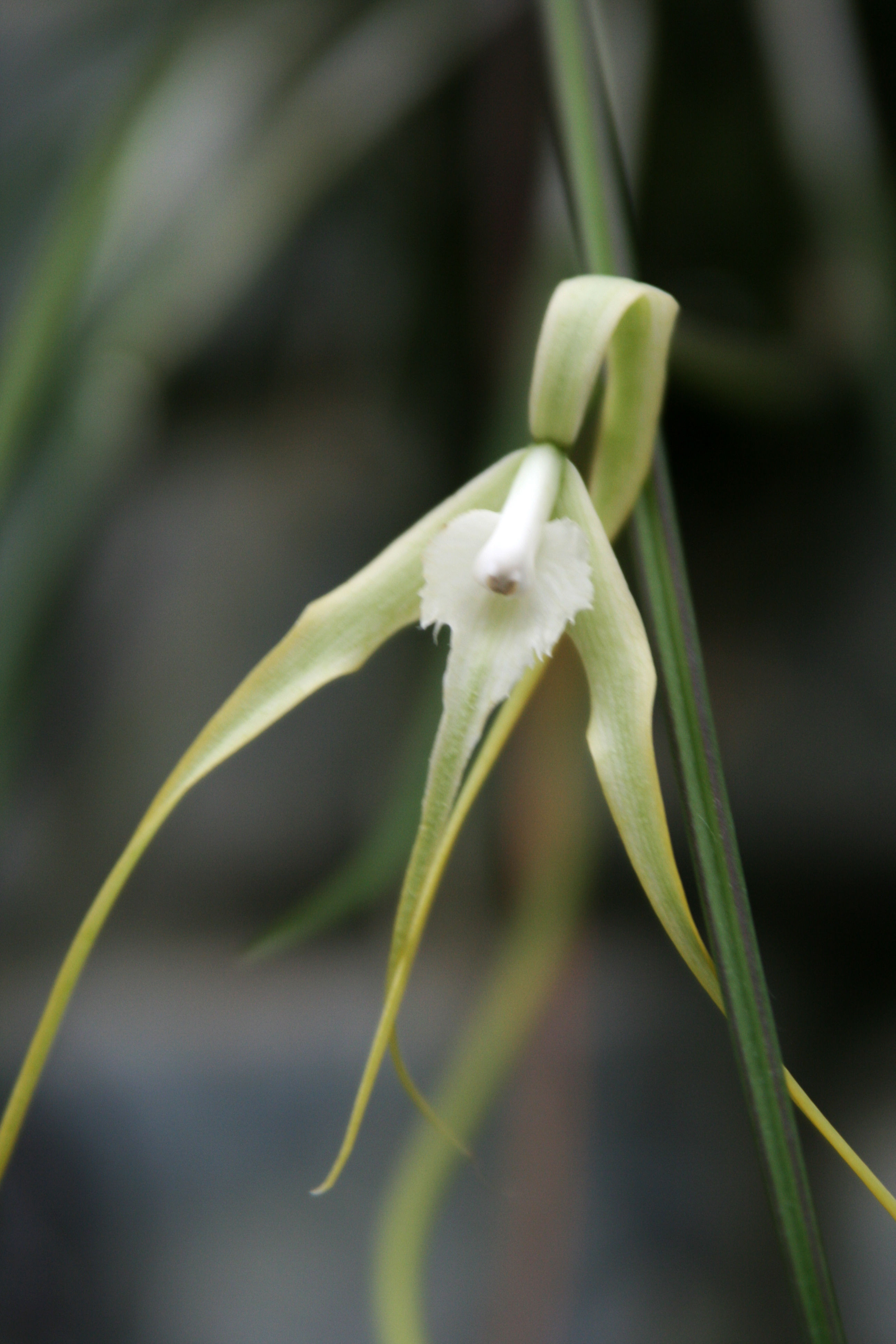
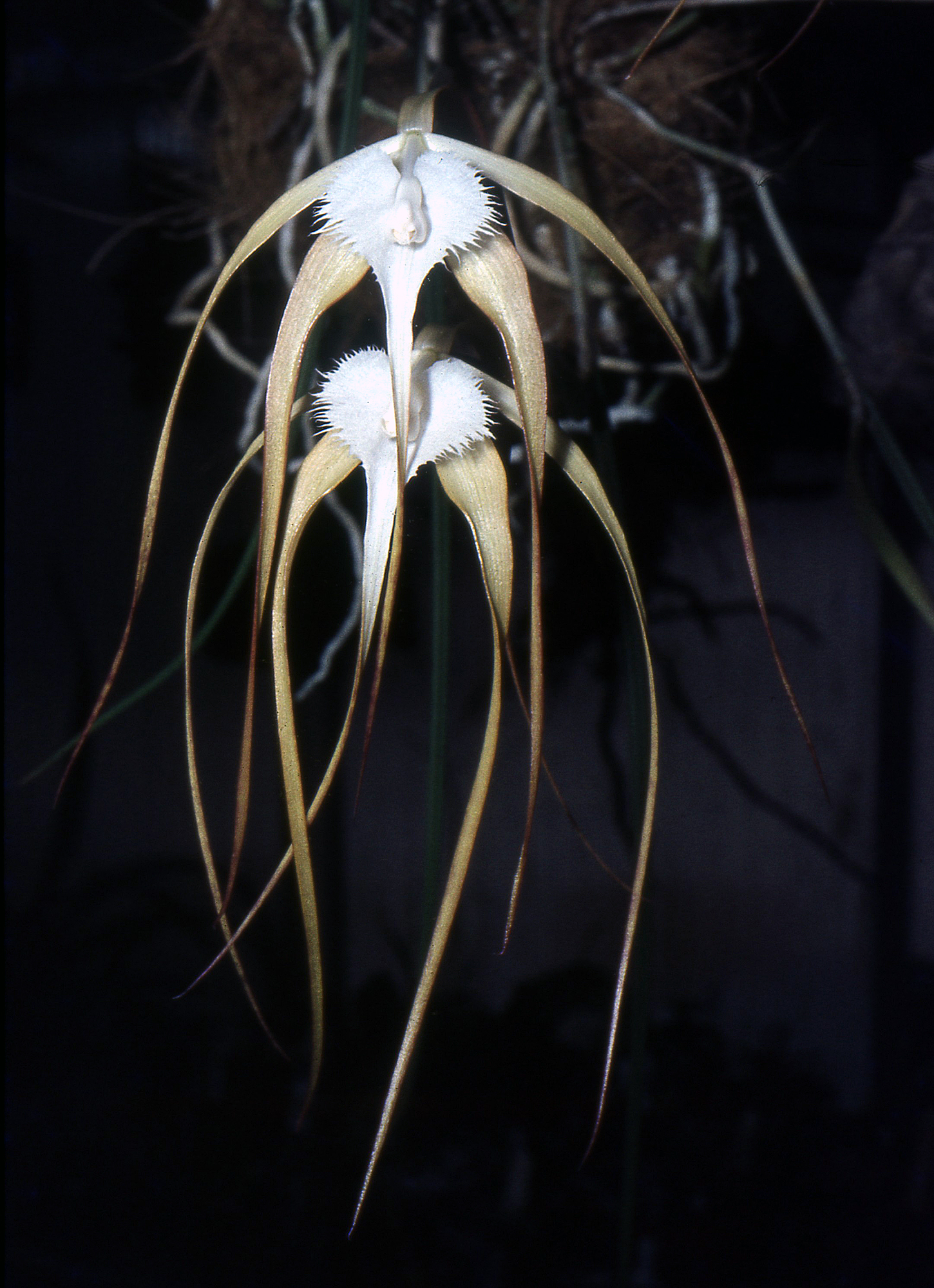